# 聖克魯斯 (帕拉伊巴州)

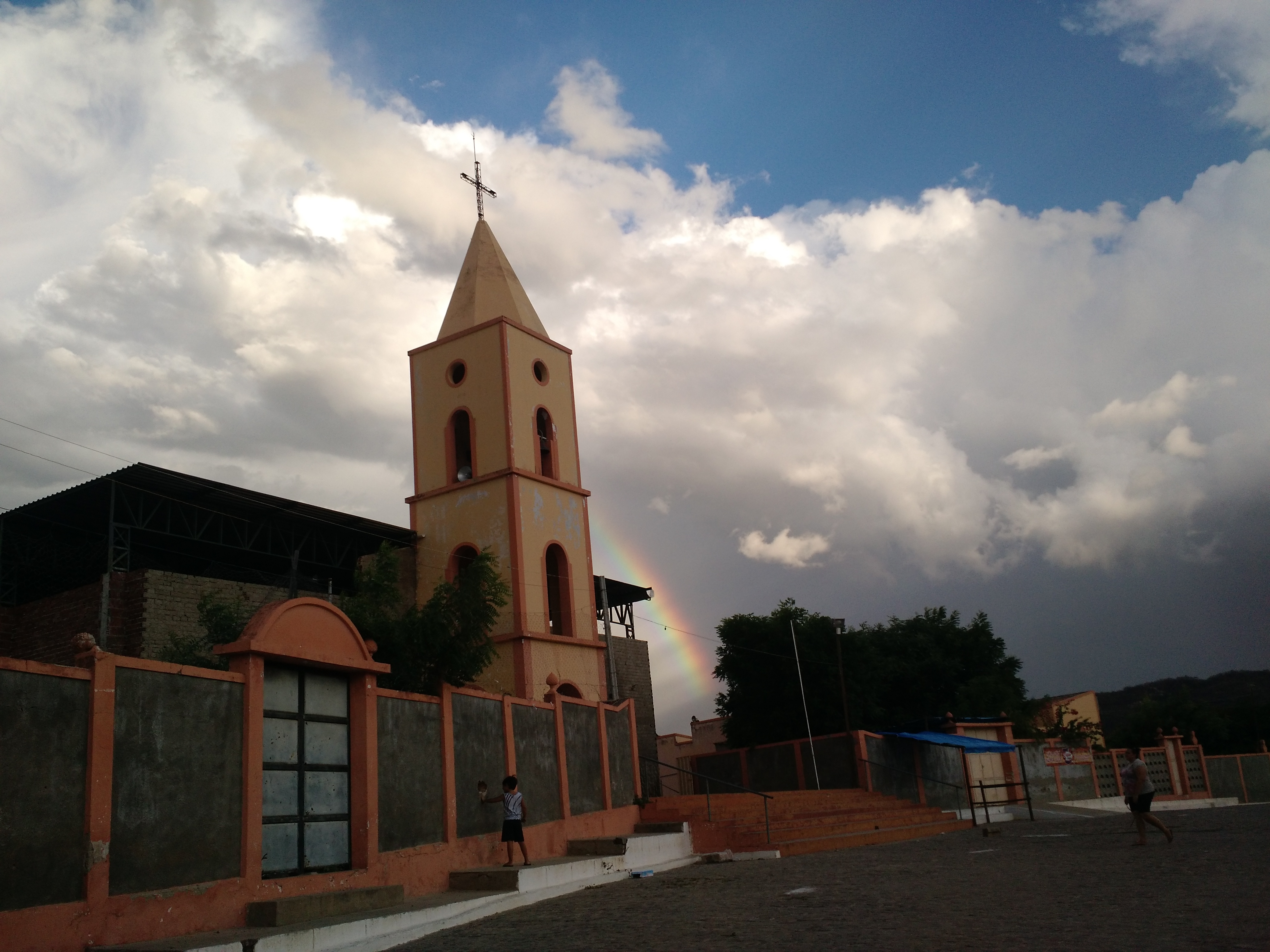
聖克魯斯

聖克魯斯（葡萄牙語：Santa Cruz），是巴西的城鎮，位於該國東北部，由帕拉伊巴州負責管轄，始建於1961年12月29日，面積210平方公里，2010年人口6,598，人口密度每平方公里31.4人。